# تپه چهل شهیدان
 تپه چهل شهیدان مربوط به هزاره اول (پیش از میلاد) - دوره اسلامی قرن ۱۰ تا ۱۲ ه.ق است و در شهرستان پیرانشهر، بخش مرکزی، دهستان لاهیجان، روستای جلدیان واقع شده است. این اثر در تاریخ ۳۰ دی ۱۳۸۵ با شمارهٔ ثبت ۱۶۸۳۰ به عنوان یکی از آثار ملی ایران به ثبت رسیده است.